# Łosośnica
Łosośnica (niem. Lasbeck, Kreis Regenwalde) – wieś sołecka w Polsce położona w województwie zachodniopomorskim, w powiecie łobeskim, w gminie Resko.
Przy zachodniej części wsi płynie struga Łosośnica.
W latach 1945–1954 siedziba gminy Żerzyno. W latach 1954–1971 wieś należała i była siedzibą władz gromady Łosośnica, po jej zniesieniu w gromadzie Resko. W latach 1975–1998 miejscowość administracyjnie należała do województwa szczecińskiego.

## Kalendarium
- XV w. – wybudowano kościół zbudowany z kamienia narzutowego, wielokrotnie przebudowany, wewnątrz ambona i stalle z XVII w., chrzcielnica z XVIII w., krucyfiks z XIX w., obok cmentarz przykościelny[5][6]
- 1817 – z powiatu Nowogard do Powiatu Regenwalde włączono wsie: Łosośnicę, Dargomyśl, Dobrkowo, Gostomin, Maliniec, Mieszewo, Miłogoszcz, Orle, Pogorzelicę, Radzim, Rogowo, Siwkowice, Troszczyno, Wojcieszyce, Wołkowo i Żelmowo
- 1874-1910 – istniał tu urząd stanu cywilnego[7]
- 1913 – majątek we wsi miała rodzina von Bismarck (ojciec Philipp von Bismarck (1844-1894)[8], a następnie syn Herbert Rudolf von Bismarck – starosta powiatu)[9], którego zarządcą do roku 1941 był Heidemann
- 1905 – rejon Łosośnicy liczył 200 mieszkańców[10]
- 1925 – gmina Lasbeck miała 457 mieszkańców, z których 230 to mężczyźni (50,3%), a 227 kobiet (49,7%). Mieszkało tu średnio 8,6 osoby na dom lub 36,3 mieszkańców na kilometr kwadratowy w 87 gospodarstwach domowych z tego 453 protestantów (99,1%) i 2 katolików (0,4%)[11]
- 1930 – gmina Łosośnica miała 12,6 km² i były tu 53 budynki mieszkalne i 2 miejscowości Lasbeck i Neu Lasbeck
- 1940 – we wsi była oberża i poczta, którą prowadził gospodarz Uecker
- 1940 – kierownikiem jednoklasowej szkoły niemieckiej był Rogonlei.

### Współczesność
W roku 1949 w Łosośnicy jako jednej z wielu okolicznych miejscowości utworzono państwowe gospodarstwo rolne, dzięki któremu zawdzięcza ona znaczy postęp urbanistyczny. W Ówczesnych czasach mieszkańcy Łosośnicy mogli cieszyć się nowoczesną gorzelnią oraz mleczarnią i owczarnią. Ze względu na niewielką liczbę mieszkańców, wybudowano dwa dwuskrzydłowe budynki wielokondygnacyjne (bloki), które stały się domem dla nowo-przybyłych pracowników. Wzrost ludności, oraz potrzeby PGR-u powodowały dalszą modernizację wsi. Powstały drogi o powierzchni bitumicznej, szkoła podstawowa, biblioteka, straż pożarna, ośrodek zdrowia i poczta. W roku 1993 rozwiązano państwowe gospodarstwo rolne, a władze przejęła spółka Z o.o Porta Agra, która w roku 2003 zamknęła działalność w Łosośnicy. Jednak miejscowość była już na tyle samowystarczalna, że nie odbiło się to znacząco na jej mieszkańcach. Do dziś w Łosośnicy znajduje się szkoła podstawowa wraz z boiskiem o nawierzchni bitumicznej, świetlica dla dzieci, plac zabaw, biblioteka, przychodnia, kościół, ochotnicza straż pożarna, tartak, dwa sklepy spożywcze, plantacja borówki amerykańskiej, agencja pocztowa, oczyszczalnia ścieków oraz boisko piłkarskie klubu sportowego „Jastrząb Łosośnica”, który reprezentuje mieszkańców w piłce nożnej na poziomie klasy A, pierwszej grupy szczecińskiej. Wysoki poziom infrastruktury wsi połączony ze stosunkowo niewielką liczbą mieszkańców, malowniczymi łąkami i lasami oraz dobrym połączeniem komunikacyjnym z takimi miastami jak Gryfice, Płoty, Resko, Nowogard, Goleniów, Szczecin, dzięki PKS oraz prywatnym firmą przewozowym takim jak „Bartwal”, oraz „Fedeńczak”, sprawiają, że Łosośnica jest miejscowością rozwijającą się, przez co chętnie wybierana jest przez młode małżeństwa jako miejsce osiedlenia.

## Zabytki
Znajduje się tu zabytkowy kościół pw. Ducha Świętego, o którym mówi się, że został wybudowany przez templariuszy, którzy w XIII w. przejęli kilka okolicznych miejscowości: Dobra i Dargomyśl w roku 1261. Kościół filialny pw. św. Ducha z XV w. z kamienia narzutowego, częściowo barokowe wyposażenie (ambona, stalle, chrzcielnica), cmentarz przykościelny. Obiekt zabytkowy – nr rej. 522 z 22.12.1965 r. Przy kościele znajduje się pomnik poświęcony mieszkańcom wsi poległym w I wojnie światowej. Na kamieniach ułożonych wokół pomnika wyryto nazwiska poległych. We wsi jest aleja dębowa, która jest pomnikiem przyrody.

## Galeria

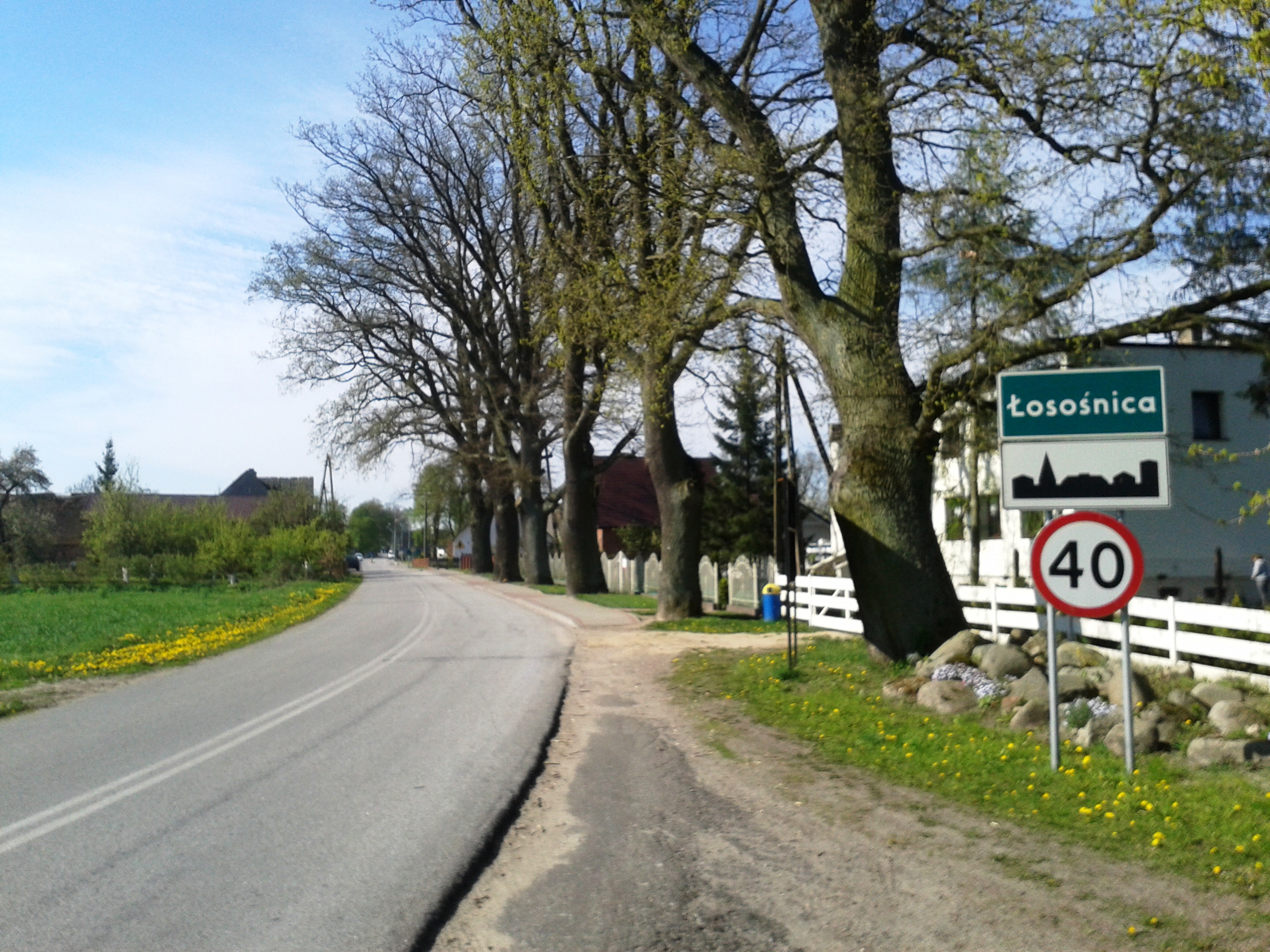
Aleja dębowa
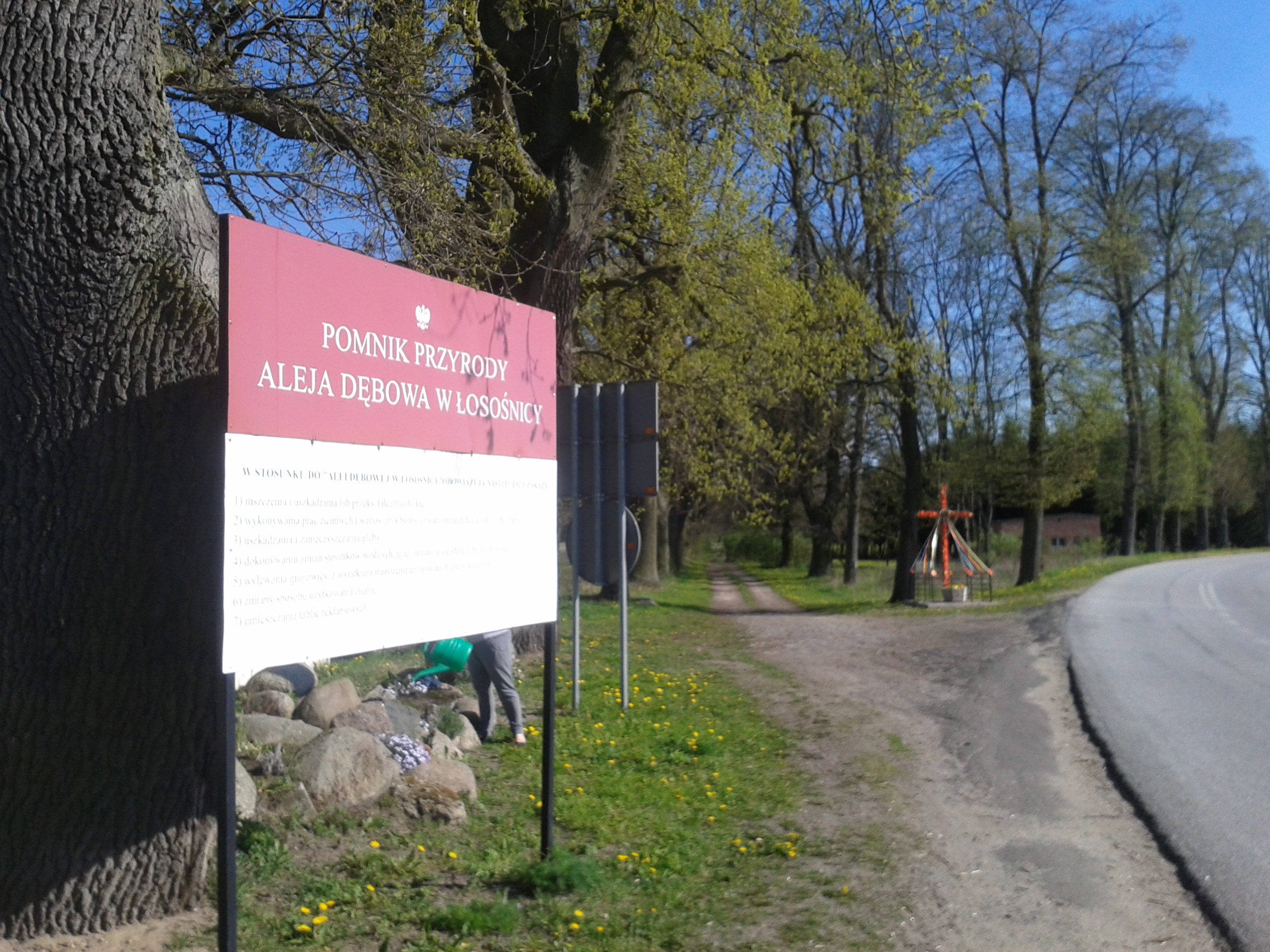
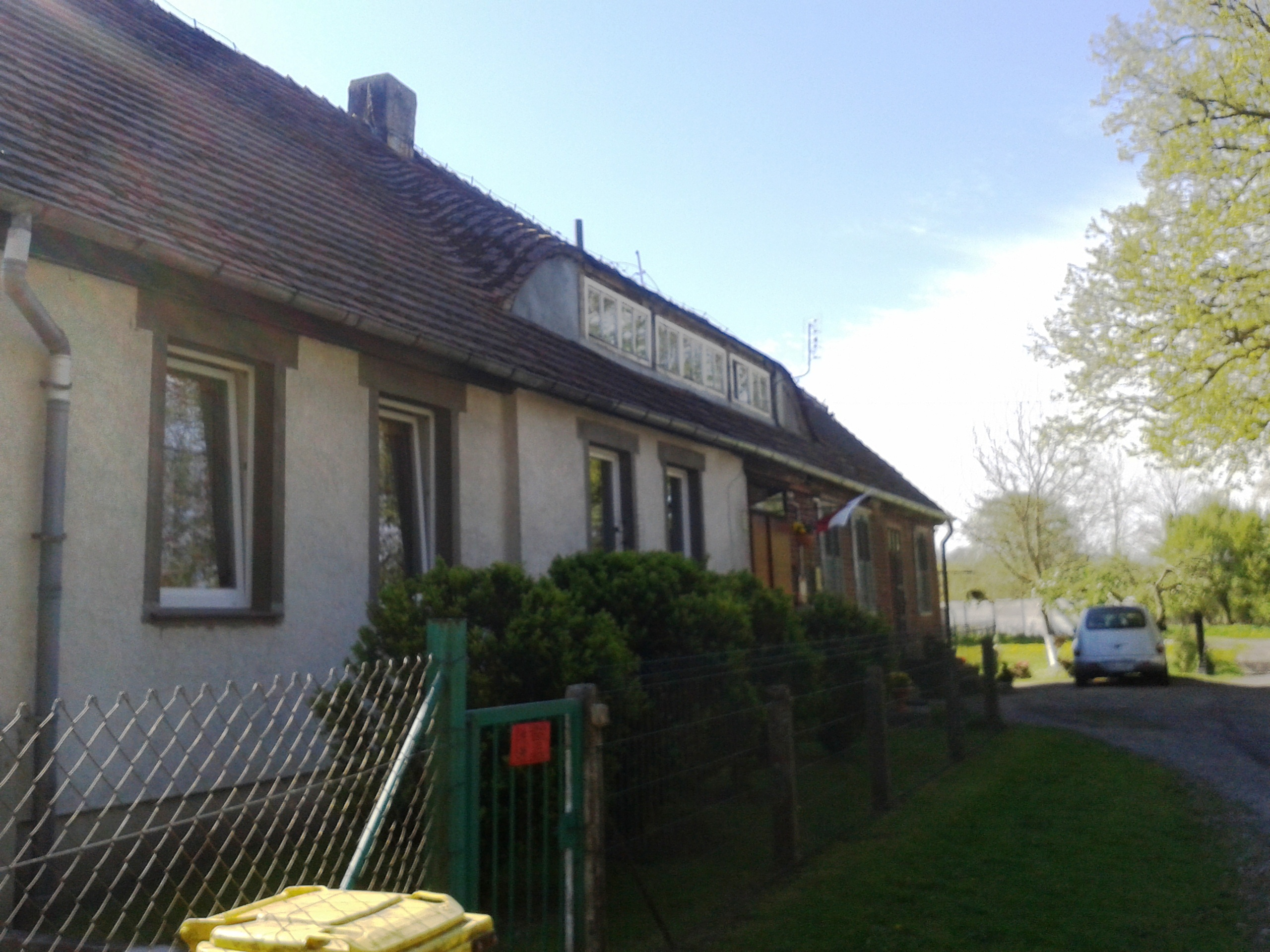
Dom rodziny von Bismarck
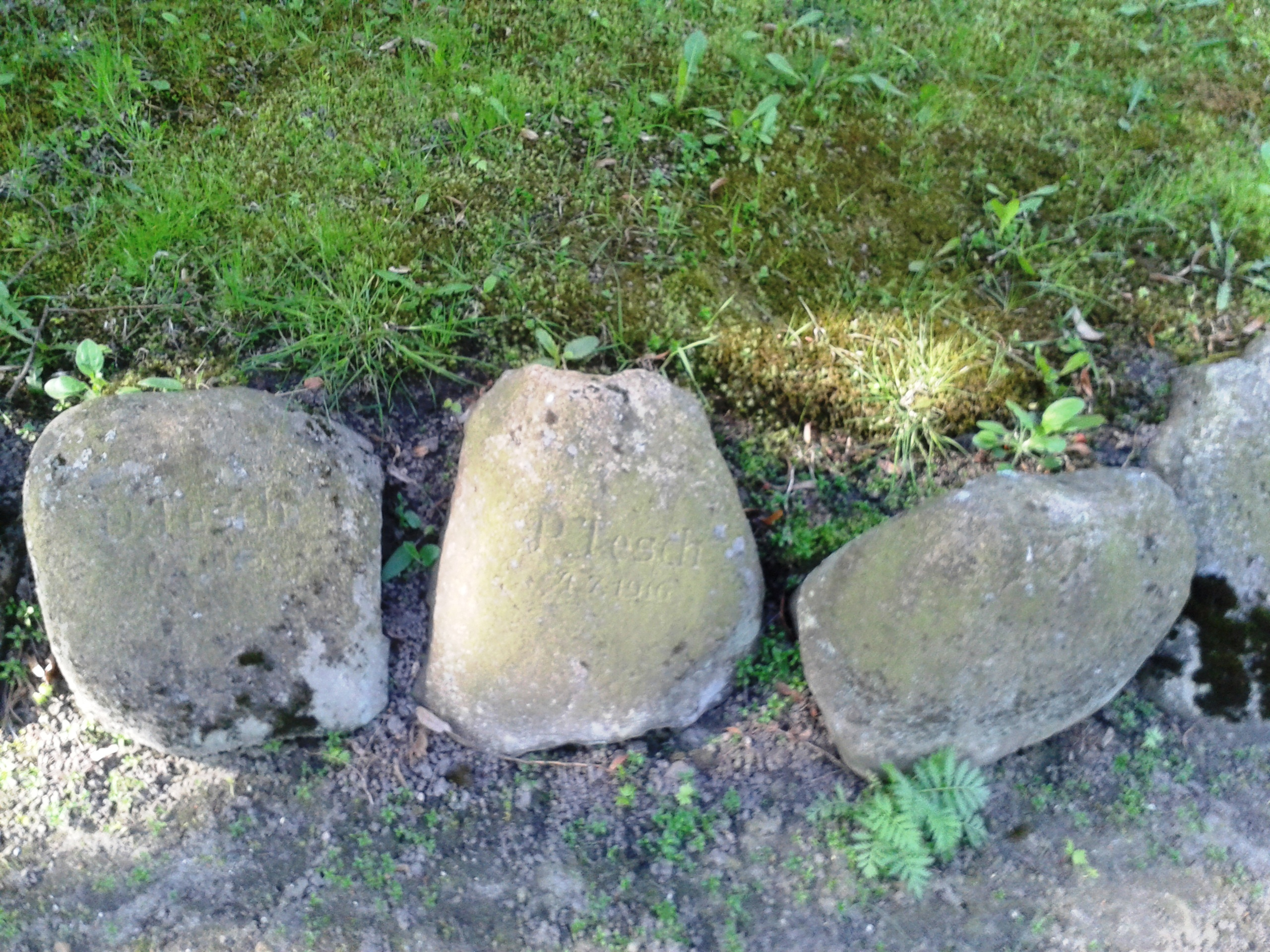
Nazwiska na kamieniach
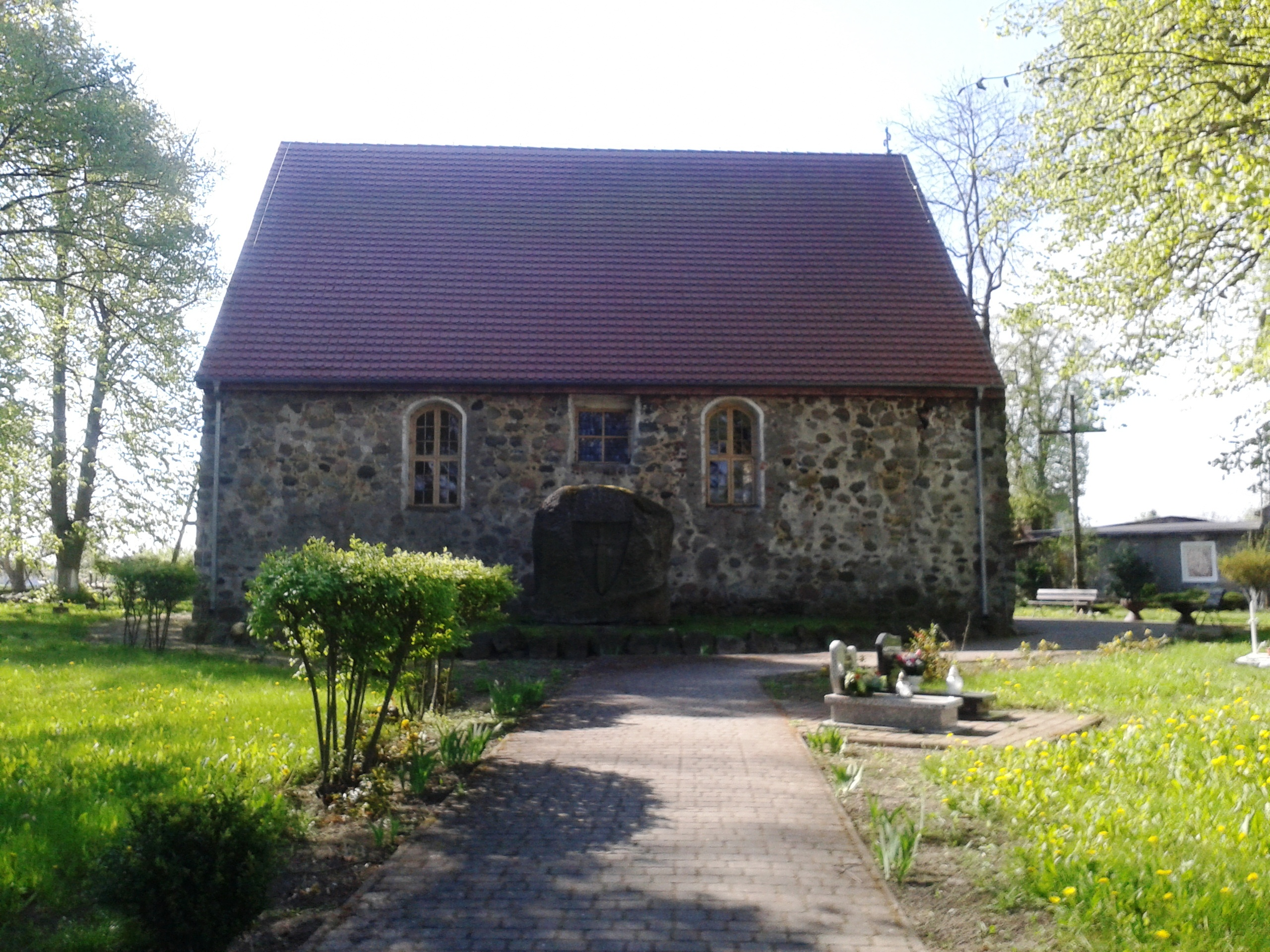
Kościół